# Шута кула
Шута кула (на македонска литературна норма: Шута Кула) е историческа средновековна отбранителна кула в град Кратово, Република Македония.
Според легендата в кулата живеела кратовската кралица, която избягала от града по време на османското нашествие и затова кулата се нарича и Краличина кула. Кулата се издига до 1914 година, а днес е в руини. Височината ѝ е била 16 метра и е имала 4 етажа.